# Rakaia
Rakaia – miasto w Nowej Zelandii, na Wyspie Południowej, w regionie Canterbury. W 2018 miejscowość była zamieszkiwana przez 1420 osób.